# 斯马尔代站
斯马尔代站是托尔尼亚卡尔内斯-图库姆斯铁路线上的一个火车站，车站建于1877年，附近的居民点是斯马尔代村。